# 네이선 번스
네이선 번스(Nathan Burns, 1988년 5월 7일 ~ )는 오스트레일리아의 전 축구 선수로, 현역 시절 포지션은 공격수였다. 2012년부터 2014년까지 대한민국 인천 유나이티드 FC에 소속 된 바 있으며, 당시 등록명은 번즈였다.

## 축구인 경력

### 클럽 경력
2006년 애들레이드 유나이티드에 입단하였다. 2007년 1월 21일 센트럴코스트 매리너스를 상대로 해트트릭을 기록하였다. 시즌 종료 후 SK 브란에서 10일 간 트라이얼을 받았으나 최종 입단에는 성공하지 못했다.
2007-08 시즌 종료 후 AEK 아테네로 이적하였다. 2009-10 시즌엔 케르키라에서 임대 신분으로 활약하였으며, AEK 아테네로 복귀한 후인 2011년 2월 27일 에르고텔레스와의 경기에서 데뷔골을 기록하였다. 2012년 1월 19일 계약 해지로 팀을 떠났다.
2012년 2월 26일 인천 유나이티드에 입단하였으나 부상과 컨디션 난조로 많은 출전 기회를 잡지 못하였고 뉴캐슬 제츠로의 반 시즌 임대가 종료된 후인 2014년 6월 웰링턴 피닉스로 이적하였다. 같은 해 8월 센트럴코스트를 상대로 웰링턴에서의 첫 골을 기록하였으며 이후 8라운드 멜버른 시티와의 경기에선 웰링턴 피닉스 구단 역사상 첫 해트트릭을 기록하였다.
2015년 7월 번즈는 A-리그를 떠나 일본 J리그의 FC 도쿄로 이적하였다.
2017년 7월 13일 자유 계약 대상자가 된 번즈는 산프레체 히로시마로 이적하였다.

### 국가대표 경력
오스트레일리아의 각 급 청소년 대표팀에서 활약하였으며 2005년엔 U-17 세계 축구 선수권 대회에 출전하였다.
2007년 6월 30일 싱가포르를 상대로 A매치 데뷔전을 치렀다.